# Condado de Ohio (Kentucky)
O Condado de Ohio é um dos 120 condados do estado americano de Kentucky. A sede do condado é Hartford, e sua maior cidade é Beaver Dam. O condado possui uma área de 1 546 km² (dos quais 8 km² estão cobertos por água), uma população de 22 916 habitantes, e uma densidade populacional de 15 hab/km² (segundo o censo nacional de 2000). O condado foi fundado em 1799. O condado proíbe a venda de bebidas alcoólicas.